# Erico de Estanglia
Erico de Estanglia (sajón antiguo: Eohric; nórdico antiguo: Eiríkr) (m. 902), fue un caudillo vikingo de origen danés y que gobernó el Danelaw tras la muerte de Guthrum I en el año 890. Ambos procedían de la segunda horda vikinga que invadió Inglaterra y se conoce como el gran ejército de verano. Poco se sabe sobre su reinado que duró doce años pues las crónicas contemporáneas no aportan mucha luz sobre su papel en la política anglosajona, hasta que en el año 899 Eric toma partido en la guerra civil por la sucesión del trono del reino de Wessex tras la muerte de Alfredo el Grande apoyando al príncipe Etelvoldo, hijo de Etelredo I (hermano mayor de Alfredo), que reclama el trono frente al heredero de Alfredo, Eduardo.
Según la crónica anglosajona, Etelvoldo se refugia en territorio escandinavo y se le ofrece un título como jarl de los gobernantes de Jórvik, Sigfrøðr y Knútr que gobernaban en diarquía.
Eduardo vislumbra un sangriento desenlace y prefiere de momento no participar en el conflicto, pero sus aliados del reino de Kent ven la alianza como una amenaza a sus intereses y deciden enfrentarse a los ejércitos hostiles del rebelde Etelvoldo y los daneses en la batalla del Holme, el 13 de diciembre de 902. Los vikingos vencieron pero tanto el pretendiente de Wessex, Etelvoldo y el rey vikingo Eric mueren en el campo de batalla.